# Muntehe
Muntehe (althochdeutsch munt „[Rechts]schutz, Schirm“, und ēwa „Ehe[vertrag], Recht, Gesetz“) bezeichnet eine patriarchale Eheform, die bei freien Germanen und nachfolgend im Mittelalter bei Adelsfamilien die gebräuchlichste Form der Heirat war. Sie beinhaltete einen auf Recht und Gesetz beruhenden Wechsel der Vormundschaft und Bestimmungsgewalt über eine Frau: Die Autorität über sie wechselt von ihrem Vater zu ihrem Ehemann, vergleichbar der römischen Manusehe: aus der „Hand“ des Vaters in die des Ehemannes.
Mit der Übertragung der Munt erhielt der Ehemann das alleinige Verfügungsrecht über das eheliche Vermögen, das alleinige Scheidungsrecht, die Verfügungsgewalt über seine Ehefrau und ihre Sexualität sowie über die gemeinsamen Kinder (vergleichbar dem römischen Vaterrecht patria potestas). Im Gegenzug war er dazu verpflichtet, seine Frau zu schützen. Im Frühmittelalter (etwa 500 bis 1050 n. Chr.) waren Mädchen ab 13 Jahren heiratsfähig, im Spätmittelalter (1250 bis 1500) lag ihr Heiratsalter bei 15 bis 18 Jahren; Jungen waren mit 12 bis 15 Jahren heiratsfähig. Nach dem katholischen Kirchenrecht konnten bereits 7-jährige Kinder miteinander verlobt werden (siehe Kinderverlobung).
Eine Muntehe war ein reines Rechtsgeschäft zwischen zwei Familien, wobei der Vertragsgegenstand die Verheiratung einer Frau war, für die ein „Brautpreis“ vereinbart wurde. Die Trauung stellte einen weltlichen, öffentlichen und bezeugten Rechtsakt dar. Das Brautpaar stand in einem Kreis, den die Verwandten bildeten. Dort wurden sie vom Familienoberhaupt in einer rechtlich vorgeschriebenen Weise befragt. Mit dem Ja-Wort gab sich die Braut von der Muntgewalt ihres Vaters in die Muntgewalt ihres Bräutigams. Bereits ab dem 4. Jahrhundert wurde es üblich, dass ein Priester – nach der Trauung durch den Sippenältesten – das Paar segnete. Nach der Trauung folgte die Heimführung der Braut in das Haus des Ehemannes (Gatten), wo in der Regel ein Hochzeitsmahl stattfand. Teilweise war es üblich, das erste Beilager, den Vollzug der Ehe mit dem ersten gemeinsamen Geschlechtsverkehr, die „Hochzeitsnacht“, unter Zeugen erfolgen zu lassen, um die Ehe rechtskräftig werden zu lassen.
Neben der Muntehe gab es im Mittelalter auch die Kebsehe mit einer unfreien „Nebenfrau“, die morganatische Ehe („Ehe zur linken Hand“), die Winkelehe als „Heimliche Ehe“ sowie die Raub- oder Entführungsehe.

## Quelle
- Maike Vogt-Lüerssen: Die Muntehe. In: Alltagsgeschichte des Mittelalters – kleio.org. (ein ausführliches Unterkapitel; 1999–2014).